# Cerochlamys gemina
Cerochlamys gemina är en isörtsväxtart som först beskrevs av L. Bol., och fick sitt nu gällande namn av H. E. K. Hartmann. Cerochlamys gemina ingår i släktet Cerochlamys och familjen isörtsväxter. Inga underarter finns listade i Catalogue of Life.